# 도시락

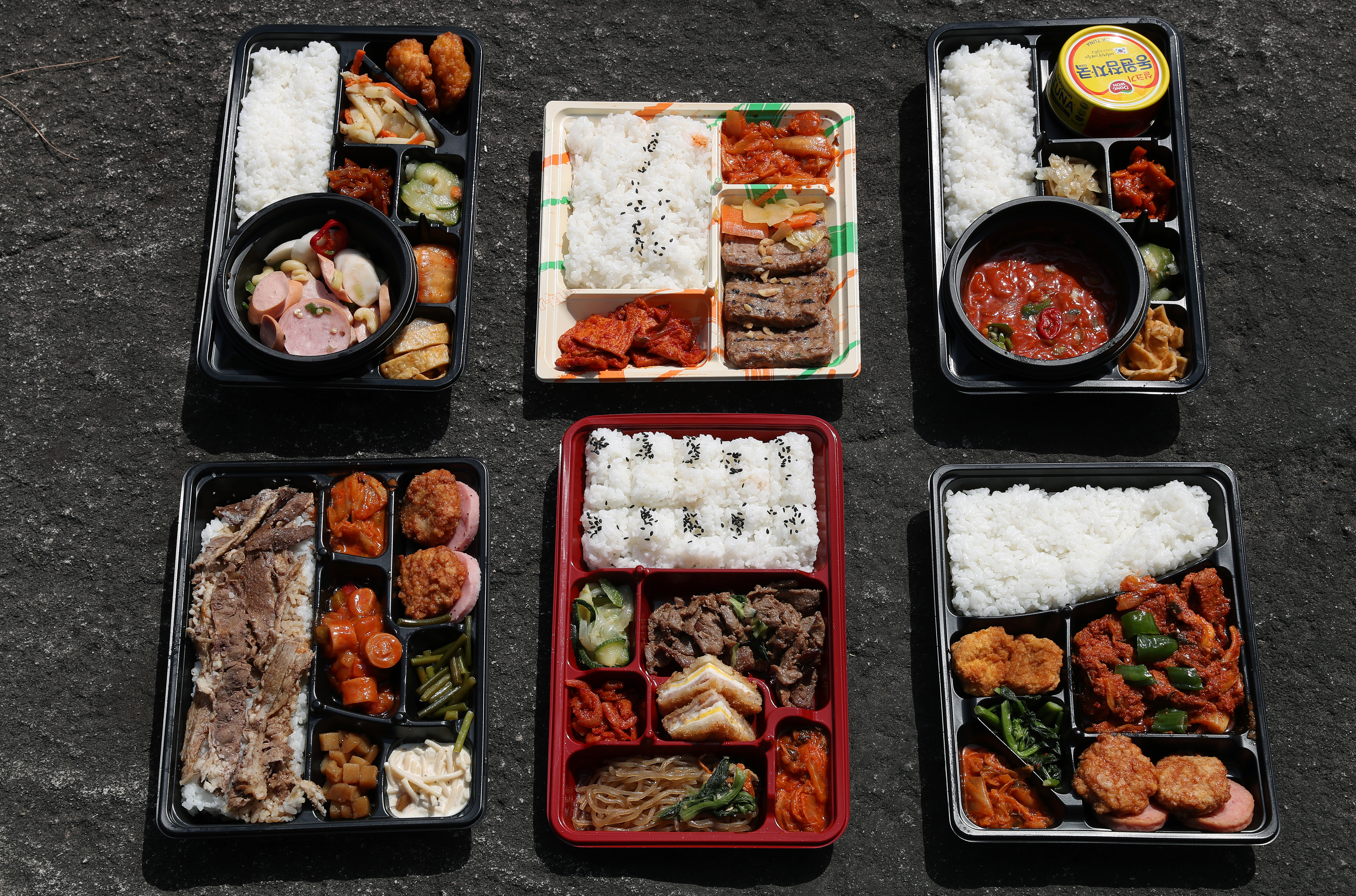
다양한 도시락 (포장된 식사)

도시락(중세 한국어: 도슭, 문화어: 밥곽, 곽밥)은 간편하게 휴대하여 다닐 수 있도록 만든 한국의 음식을 말한다.
그릇(용기)의 경우 도시락 상자를 참조. 도시락에 넣을 음식은 여행 중에 상하지 않을 만한 것으로 골라야 한다.
음식을 상하지 않게 하려면, 먹다 남은 음식이나 물기가 있는 음식을 넣지 않는 것이 중요하다.
일본에서는 도시락을 벤토(弁当, べんとう)라고 하며, 밥, 고기, 생선 등으로 구성되어 있다.

## 갤러리

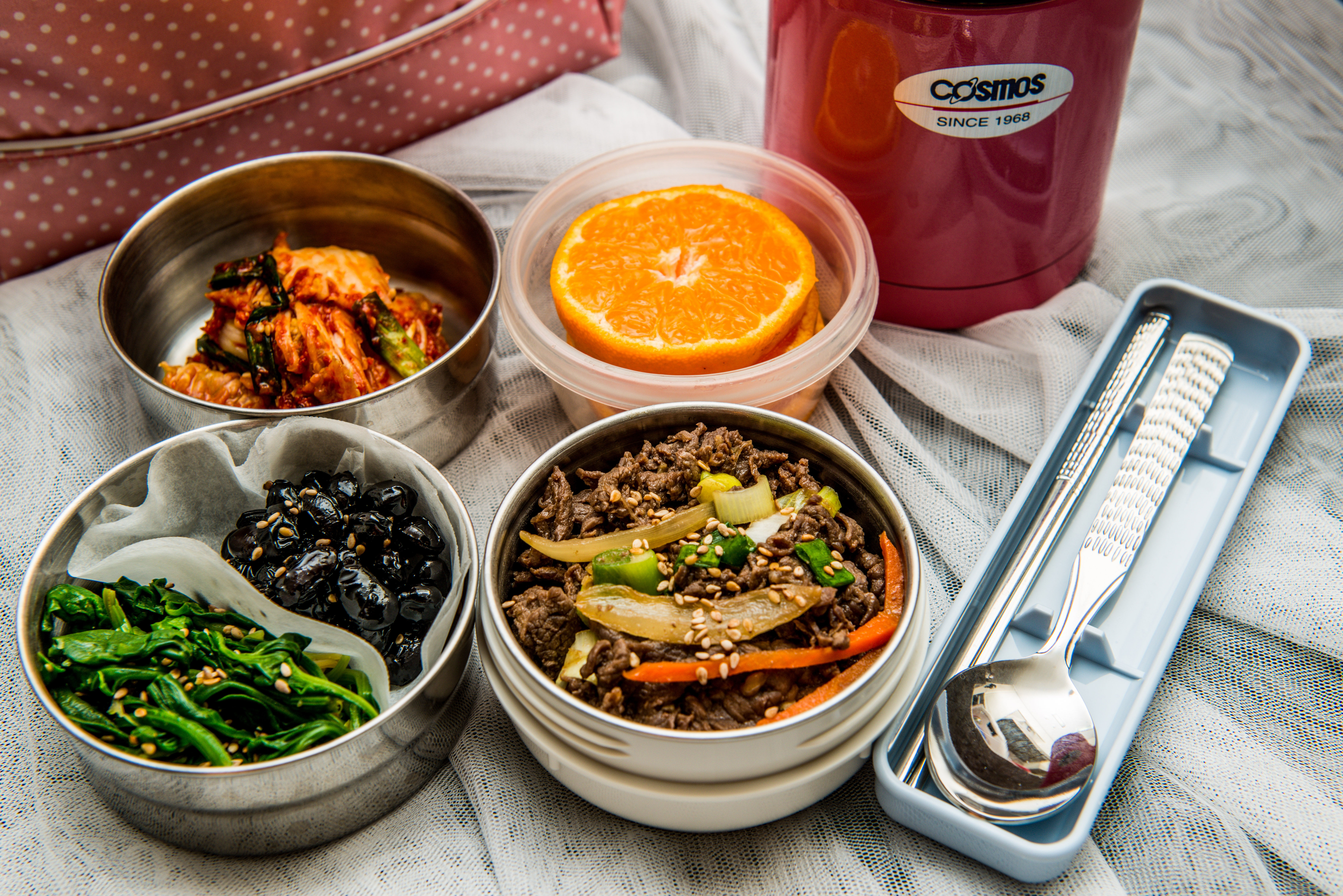
가정식 도시락
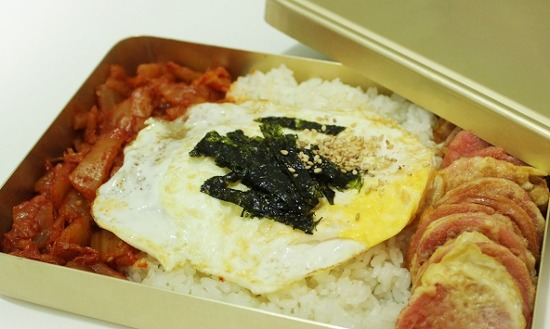
옛날 도시락
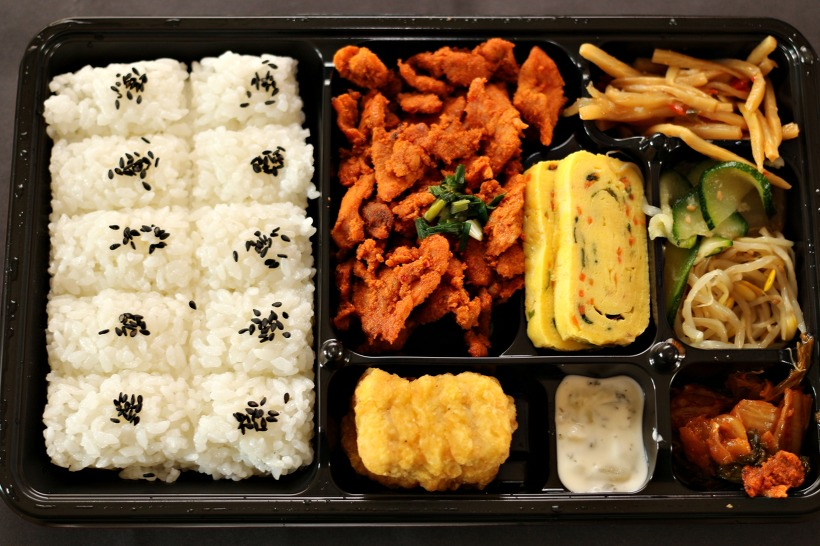
편의점에서 판매되는 도시락
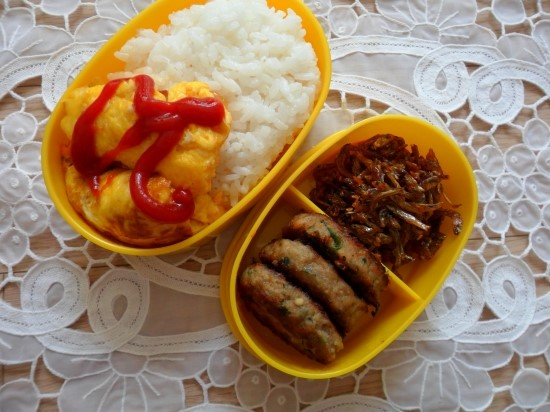
플라스틱 용기의 도시락
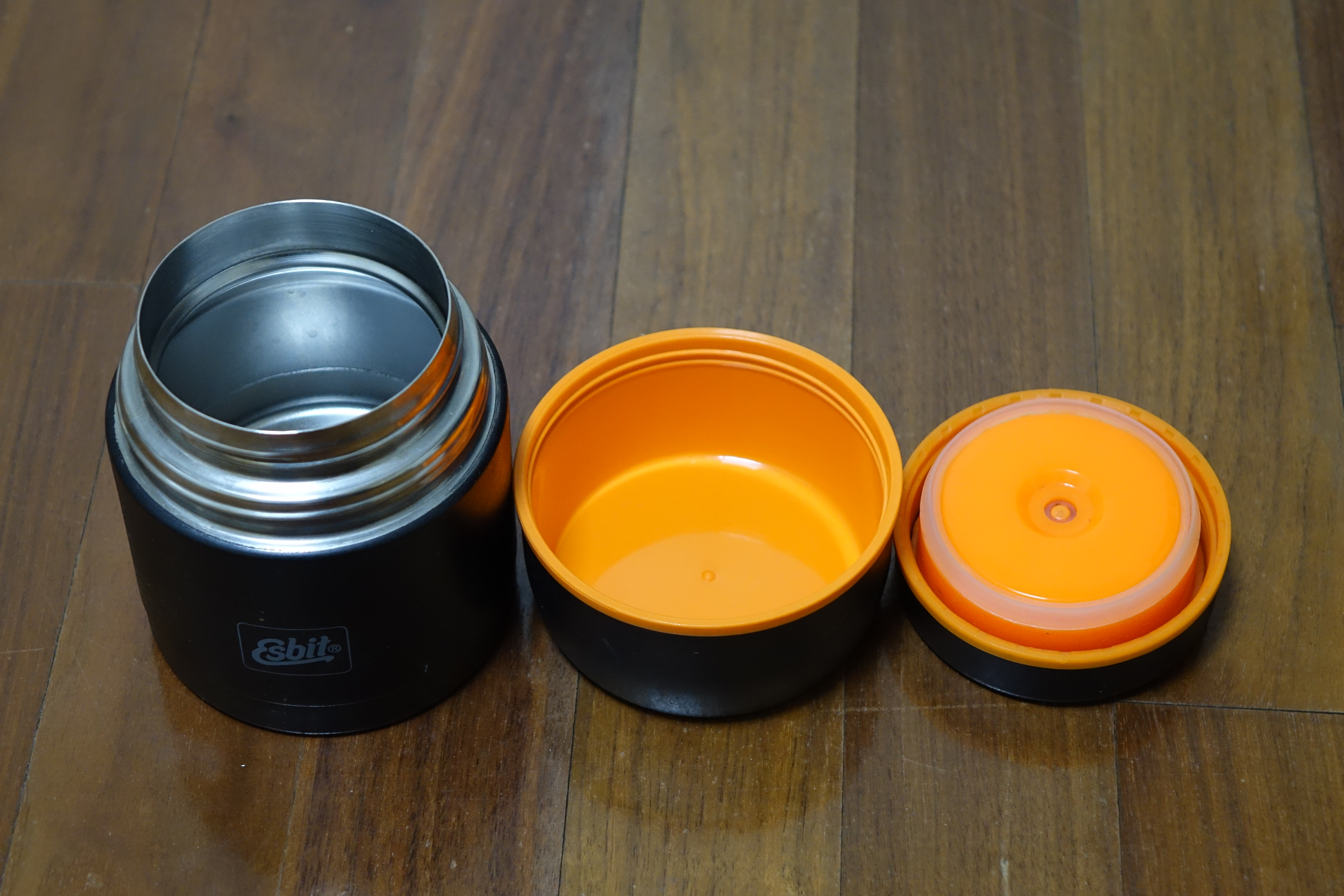
보온 도시락 케이스

## 같이 보기
- 벤토